# 毒廻る
「毒廻る」(どくまわる)は、日本のヴィジュアル系バンドであるR指定が2017年12月13日に発売した、通算24枚目となるシングル。

## 概要
- 2017年の第2弾シングル。前作「魅惑のサマーキラーズ」から4か月後にリリースされた。
- 7thシングル「毒盛る」の続編となるシングル。
- 通常盤と初回限定盤の2形態でのリリースで、初回限定盤には表題曲「毒廻る」の無修正版のPVとメイキング映像が収録されたDVDが封入されている。

## 収録曲

### CD
1. 望まぬ生命
2. 毒廻る

### 初回限定盤DVD
1. 毒廻る PV (無修正版)
2. 毒廻る PV Making